# لاري هيس
لاري هيس (بالإنجليزية: Larry Hess)‏ هو مالك فريق ناسكار ‏ ومهندس أمريكي، ولد في 3 مايو 1935 في ساليسبري في الولايات المتحدة.